# Haskell
Haskell (pronunciado /ˈhæskəl/) es un lenguaje de programación estandarizado multipropósito, funcionalmente puro, con evaluación no estricta y memorizada, y fuerte tipificación estática. Su nombre se debe al lógico estadounidense Haskell Curry, debido a su aporte al cálculo lambda, el cual tiene gran influencia en el lenguaje. En Haskell, «una función es un ciudadano de primera clase» del lenguaje de programación. Como lenguaje de programación funcional, el constructor de controles primario es la función. El lenguaje tiene sus orígenes en las observaciones de Haskell Curry y sus descendientes intelectuales.
En los años 1980 se constituyó un comité cuyo objetivo era crear un lenguaje funcional que reuniera las características de los múltiples lenguajes funcionales de la época, el más notable Miranda, y resolviera la confusión creada por la proliferación de los mismos.
El lenguaje evoluciona rápidamente y (ver más abajo) como los representantes actuales del estándar de facto. El último estándar oficial es: Haskell 2010, cuyas diferencias respecto al anterior estándar Haskell 98 son:
Nuevas características del lenguaje:
- Interfaz de funciones foráneas (FFI), que permite usar código C en un programa Haskell y código Haskell en un programa C. Un ejemplo explicativo se puede encontrar aquí
- Nombres jerárquicos para los módulos, por ejemplo Data.Bool.
- Guardianes con patrones.

Características eliminadas del lenguaje:
- Sintaxis de patrones (n+k). Con lo cual, la siguiente definición de la función factorial no es válida en Haskell 2010 y posteriores: fact (n+1) = (n+1) * fact n.

Las características más interesantes de Haskell incluyen el soporte para tipos de datos y funciones recursivas, listas, tuplas, guardas y encaje de patrones. La combinación de las mismas pueden resultar en algunas funciones casi triviales cuya versión en lenguajes imperativos pueden llegar a resultar extremadamente tediosas de programar. Haskell es, desde 2002, uno de los lenguajes funcionales sobre los que más se ha investigado. Se han desarrollado muchas variantes:
- Versiones paralelas del MIT y Glasgow, ambas denominadas Parallel Haskell.
- Más versiones paralelas y distribuidas de Haskell llamadas Distributed Haskell (anteriormente Goffin) y Eden.
- Una versión con ejecución especulativa: Eager Haskell.
- Varias versiones orientadas a objetos: Haskell++, O'Haskell y Mondrian.
- Una versión educativa llamada Gofer desarrollada por Mark Jones que fue suplantada por Hugs (ver abajo).

Para información más detallada, referirse al sitio oficial o a los enlaces al final de este artículo.

## Historia
A partir de la publicación de Miranda, en 1985, los lenguajes funcionales proliferaron. En 1987, existían compitiendo entre ellos más de una docena de lenguajes de programación puros funcionales no estrictos. Durante la conferencia sobre Lenguajes de Programación Funcional y Arquitecturas de Ordenador (FPCA '87) en Portland, Oregón, se mantuvo un encuentro durante el cual se alcanzó un fuerte consenso entre sus participantes para formar un comité que definiese un estándar abierto para tales lenguajes. Esto se hizo con el propósito expreso de consolidar los lenguajes existentes en uno único que sirviera como base para la investigación futura en diseño de lenguajes. La primera versión de Haskell («Haskell 1.0») se definió en 1990. Los esfuerzos del comité resultaron en una serie de definiciones del lenguaje, que culminaron a finales de 1997 en Haskell 98, que se intentó fuera una versión del lenguaje mínima, estable y portable, junto con una biblioteca estándar asociada para la enseñanza, y como base de futuras extensiones. El comité expresamente aprobó la creación de extensiones y variantes de Haskell 98 mediante la adición e incorporación de características experimentales.
En enero de 1999, el estándar del lenguaje Haskell 98 se publicó en «The Haskell 98 Report». En enero de 2003, se publicó una versión revisada en «Haskell 98 Language and Libraries: The Revised Report». El lenguaje continúa evolucionando rápidamente, con las implementaciones de Hugs y de GHC (véase más adelante), que representan el actual estándar de facto. A principios del 2006 comenzó el proceso de definición de un sucesor del estándar de Haskell 98, llamado informalmente Haskell′ («Haskell Prime»). Este proceso intenta producir una revisión menor de Haskell 98. En 2010 se lanza Haskell 2010.

## Tipos simples predefinidos
En Haskell, y en lo siguiente, «o :: t» quiere decir que la expresión «o» es tiene tipo «t», y «t ‑> s» es un tipo, específicamente una función, que consume algo de tipo «t» y produce algo de tipo «s». El operador (‑>) asocia a la derecha, ya que «t ‑> s ‑> r» quiere decir «t ‑> (s ‑> r)».

### El tipoBool
Los valores con este tipo representan expresiones lógicas cuyo resultado puede ser True o False.

#### Funciones y operadores
- (&&) :: Bool -> Bool -> Bool. Conjunción lógica.
- (||) :: Bool -> Bool -> Bool. Disyunción lógica.
- not :: Bool -> Bool. Negación lógica.
- otherwise :: Bool. Función constante que devuelve el valor True.

### El tipoInt
Los valores de este tipo son números enteros de precisión limitada que cubren al menos el intervalo [-2^29, 2^29 - 1] ([minBound, maxBound]).

### El tipoInteger
Los valores de este tipo son números enteros de precisión ilimitada que tienen las mismas funciones y operadores del tipo Int.

### El tipoFloat
Los valores de este tipo son números reales. ( 2010, 23.4, 5.7 )

#### Funciones y operadores
- (+), (-), (*), (/), (^) :: Float -> Float -> Float. Suma, resta, producto, división real y potencia de exponente entero.
- abs, signum, negate :: Int -> Int. Valor absoluto, signo y negación.
- (**) :: Float -> Float. Potencia de exponente real

### El tipoDouble
Los valores de este tipo son números reales, de mayor rango y con aproximaciones más precisas que los de tipo Float.

### El tipoChar
Los valores de este tipo son caracteres que se encuentran en una masa de alta complejidad de en una suma de caracteres dados con su alta definición.
Antes de utilizar esta función en hugs debemos utilizar IMPORT CHAR antes de nuestro algoritmo.

### Tuplas
Los elementos que forman una tupla pueden ser del mismo o de distintos tipos. Es un conjunto de componentes relacionados.
Por ejemplo: ('a', True,3)

### Listas
Los valores de este tipo son una colección de elementos del mismo tipo. Existen dos constructores para listas:
- [Elementos_separados_por_comas], por ejemplo: [1,2,3,4]
- (primer_elemento:resto_de_la_lista), por ejemplo: (1:(2:(3:(4:[]))))

## Implementaciones
Todas las siguientes implementaciones cumplen en su totalidad, o casi en su totalidad, con los estándares de Haskell 98 y son distribuidas bajo licencias Open Source. No se conocen implementaciones comerciales del lenguaje.
- Hugs () es un intérprete. Ofrece una compilación rápida de los programas y un tiempo razonable de ejecución. También viene con una biblioteca gráfica muy simple, lo que lo hace adecuado para quienes lo están aprendiendo. Sin embargo no es una implementación a despreciar, es una de las más livianas y compatibles.
- GHC (): «Glasgow Haskell Compiler» compila a código nativo en una variedad de arquitecturas y puede también compilar a C. Es, probablemente, uno de los compiladores más populares e incluso tiene unas cuantas bibliotecas (por ejemplo OpenGL) que, aunque muy útiles, sólo funcionan bajo GHC.
- nhc98 ( Archivado el 5 de febrero de 2005 en Wayback Machine.) es otro compilador con un mejor tiempo de ejecución que Hugs. Esta implementación se enfocó a minimizar la utilización de la memoria convirtiéndola en una buena opción para arquitecturas lentas o antiguas.
- HBC () es otro compilador a código nativo de Haskell. Si bien no ha sido actualizado en el último tiempo sigue siendo bastante útil.
- Helium () es un nuevo dialecto de Haskell. Se centró en ser muy fácil de aprender; por ello, no incluye soporte para todo el estándar de Haskell, haciendo que no sea totalmente compatible.

## Entornos de desarrollo
Existen varios IDEs (Integrated Development Environment, o en español, entornos de desarrollo integrado) y/o plugins que se pueden utilizar para desarrollar aplicaciones en Haskell. La mayoría son open source, pero también existen con licencia comercial.

### Open Source
- IntelliJ plugin for Haskell
- EclipseFP plugin for Eclipse IDE
- Colorer plugin for Eclipse IDE
- Leksah
- KDevelop
- Vim
- Emacs
- Atom

### Comerciales
- Haskell for Mac
- Sublime-Haskell

## Web Frameworks
La comunidad de desarrollo web en Haskell ha tenido recientemente un gran impulso en la actividad, lo que resulta en una gran cantidad de opciones de bibliotecas para utilizar. A continuación se presenta la lista de framework activos en Haskell para desarrollo web. 

### Happstack
Está diseñado para que los desarrolladores puedan prototipar rápidamente, implementar sin dolor, escalar masivamente, operar confiablemente y cambiar fácilmente. Soporta entornos GNU/Linux, macOS, FreeBSD y Windows.
Se considera un framework web completo, el principal componente es happstack-server: un servidor HTTP integrado, combinadores de enrutamiento y fileserving. Además, una serie de paquetes que solían ser acoplados a Happstack ahora han sido desacoplados de él, pero siguen promocionados y documentados para su uso con Happstack:
- Safecopy: soporte de serialización y migración de tipos de datos
- Acid-state: un sistema de almacenamiento NoSQL ACID con soporte nativo para tipos Haskell

### Snap
Es un framework de desarrollo web basado en una arquitectura snaplet.
Tiene una completa documentación y cuenta con una suite de pruebas con un alto nivel de cobertura de código, pero es un software de etapa inicial con interfaces en constante evolución

### Yesod
Está diseñado para aplicaciones web RESTful, de tipo seguro y con alto rendimiento.
Aprovechando la cuasi-cotización para las tareas más fáciles, se provee aplicaciones web concisas con altos niveles de seguridad. Las plantillas de Hamlet se comprueban en tiempo de compilación para ver si son correctas y el controlador utiliza URL seguras para asegurarse de que sólo está generando URL válidas. Sigue los principios del Modelo-Vista-Controlador de forma holgada.

### Miku
Una biblioteca sencilla para el rápido prototipado web en Haskell, inspirada en Ruby's Rack y Sinatra.

### Lemmachine
Es un RESTful web framework. La arquitectura principal es una copia de Webmachine basada en Erlang, que es actualmente la mejor referencia de documentación. Se destaca por su dinámico Webmachine escrito de forma tipada dependiente en Agda.

### Mohws
Es un servidor web con un sistema de módulos y soporte para CGI. Basado en el Servidor Web Haskell original de Simon Marlow.

### Salvia
Es un servidor web y un framework de aplicaciones web que puede ser utilizado para escribir sitios web dinámicos en Haskell. Desde el código de protocolo de nivel inferior hasta el código de aplicación de alto nivel, todo está escrito como un controlador de Salvia. Este enfoque hace que el servidor sea extremadamente extensible.

### Scotty
Es un framework web inspirado en Sinatra de Ruby, usando WAI y Warp. Es una manera sencilla de escribir aplicaciones web RESTful y declarativas. Tiene buena documentación para todas las funciones relevantes.

### Servant
Es un framework ligero principalmente para APIs REST. Permite especificar las especificaciones de una API como alias de tipo y luego trabajar con estos alias de tipo para crear servidores, documentación, código de cliente en Haskell y Javascript. Está basado en WAI.

### MFlow
Es un servidor de aplicaciones web. MFlow es una abreviatura de «flujo de mensajes». Se trata de un framework basado en la continuación, en lugar de otros frameworks basados en la continuación como Ocsigen (Ocaml), Coccoon (javascript) o Seaside (Smalltalk), se basa en una mónada de retroceso que mantiene la sincronización del estado de ejecución con la navegación del usuario. Desde la discontinuación de WASH, MFlow es el único marco de estilo de continuación escrito en Haskell hasta la fecha.
Utiliza las bibliotecas web Haskell estándares y/o técnicas: WAI, Warp, Blaze HTML, HSP. Su núcleo es el servidor y la renderización independiente. Una clase de formlets extendidos se utilizan para crear componentes autónomos, llamados widgets. Tienen formato, AJAX y código de servidor. Se pueden componer para crear la interfaz de usuario.

### Spock
Es un framework orientado al rápido desarrollo web: Ofrece todo lo necesario para iniciar rápidamente el hacking web con Haskell: enrutamiento, middleware, JSON, blaze, sesiones, cookies, ayudante de base de datos, protección csrf, estado global.

### Wheb
Es un framework WAI para crear aplicaciones web robustas, de alta concurrencia, simples y efectivas. Su objetivo principal es ampliar la funcionalidad de la base de la biblioteca WAI y proporcionar un punto de entrada fácil en los servidores web de Haskell. Facilita la creación de plugins. Los plugins pueden agregar rutas, middleware, configuraciones e incluso manejar la limpieza de recursos en el apagado del servidor. Las rutas denominadas permiten a los plugins generar dinámicamente sus rutas en tiempo de ejecución basadas en la configuración

### WebAPI
WebApi es una biblioteca ligera basada en WAI que permite definir peticiones y respuestas para los puntos finales como tipos a través de un contrato. El contrato se considera la única fuente de verdad, con lo que WebApi permite crear servicios Web / API REST, generar un cliente Haskell para los servicios existentes de la API, generar un servidor simulador para simular las solicitudes y respuestas.

### DAML
Es un framework de contrato inteligente basado en el Glasgow Haskell Compiler.

## Comunidad

### The Haskell Symposium
«The Haskell Symposium» es un simposio anual organizado por la International Conference on Functional Programming (ICFP). El simposio está patrocinado por la Association for Computing Machinery (ACM), bajo los auspicios del ACM Special Interest Group on programming languages (SIGPLAN).
El propósito del evento es discutir la experiencia de los programadores con Haskell, y el futuro desarrollo del lenguaje. El alcance del simposio incluye todos los aspectos del diseño, la semántica, la teoría, la aplicación, la ejecución, y la enseñanza de Haskell.
Antes de 2008, el evento era conocido como «The Haskell Workshop». El cambio de nombre refleja el aumento constante de la influencia del evento en la comunidad en general, así como un creciente número de presentaciones de alta calidad que hacen el proceso de aceptación muy competitivo.

### The Summer of Haskell
«The Summer of Haskell» es un evento organizado por haskell.org para llegar a los estudiantes y animarles a contribuir a la comunidad Haskell con la ayuda de mentores experimentados. Este programa está abierto a estudiantes universitarios, mayores de 18 años, en la mayoría de los países.

## Ejemplos
Función recursiva para calcular el factorial de un número natural:
```
   
--Función recursiva que calcula el factorial de un número natural

   
factorial
 
::
 
Integer
 
->
 
Integer

   
factorial
 
n

      
|
 
n
 
<
 
0
  
=
 
error
 
"no existe el factorial para enteros negativos"

      
|
 
n
 
==
 
0
 
=
 
1

      
|
 
otherwise
 
=
 
n
 
*
 
factorial
 
(
n
-
1
)

```

Otra versión de la función para calcular el factorial de un natural usando la función product del módulo Data.List:
```
   
--Función para calcular el factorial de un entero usando la función product del módulo Data.List

   
factorial
 
::
 
Integer
 
->
 
Integer

   
factorial
 
n

      
|
 
n
 
<
 
0
  
=
 
error
 
"no existe el factorial para enteros negativos"

      
|
 
otherwise
 
=
 
product
 
[
1
..
n
]

```

Función sumatorio de los elementos de una lista de enteros
```
   
--Sumar elementos de una lista

   
sumar
 
::
 
[
Int
]
 
->
 
Int

   
sumar
 
[]
 
=
 
0

   
sumar
 
(
x
:
xs
)
 
=
 
x
+
sumar
(
xs
)

```

Función para calcular las raíces de una ecuación de segundo grado a partir de sus coeficientes
```
   
--Función para calcular las raíces de una ecuación de segundo grado a partir de sus coeficientes

   
raíces
 
::
 
Float
 
->
 
Float
 
->
 
Float
 
->
 
(
Float
,
 
Float
)

   
raíces
 
a
 
b
 
c

    
|
 
disc
 
>=
 
0
 
=
 
((
-
b
 
+
 
raizDisc
)
 
/
 
denom
,

                   
(
-
b
 
-
 
raizDisc
)
 
/
 
denom
)

    
|
 
otherwise
 
=
 
error
 
"La ecuación tiene raíces complejas"

      
where

         
disc
 
=
 
b
*
b
 
-
 
4
*
a
*
c

         
raizDisc
 
=
 
sqrt
 
disc

         
denom
 
=
 
2
*
a

```

Función que aproxima el número e
```
   
--Función para calcular el valor de e (2.71828182845905)

   
euler
 
::
 
Double
 
->
 
Double

   
euler
 
0.0
 
=
 
1.0

   
euler
 
n
   
=
 
1.0
 
/
 
product
 
[
1
..
n
]
 
+
 
euler
 
(
n
 
-
 
1.0
)

```

Función para calcular el máximo común divisor de dos números enteros mediante el algoritmo de Euclides
```
   
mcd
::
Int
->
Int
->
Int

   
mcd
 
x
 
0
 
=
 
x

   
mcd
 
x
 
y
 
=
 
mcd
 
y
 
(
mod
 
x
 
y
)

```

Función que realiza la criba de Eratóstenes (de una lista dada deja solo los números primos)
```
   
eratostenes
 
::
 
[
Int
]
 
->
 
[
Int
]

   
eratostenes
 
[]
 
=
 
[]

   
eratostenes
 
(
x
:
xs
)
 
|
 
not
 
(
null
 
xs
)
 
&&
 
x
^
2
 
>
 
last
 
xs
 
=
 
(
x
:
xs
)

                      
|
 
otherwise
 
=
 
x
:
 
eratostenes
 
[
y
 
|
 
y
 
<-
 
xs
,
 
y
 
`
mod
`
 
x
 
/=
 
0
]

```

Función que determina si un número natural es palíndromo (en base 10)
```
isPalindrome
 
::
 
Int
 
->
 
Bool

isPalindrome
 
n

  
|
 
n
 
<
 
0
 
=
 
False

  
|
 
otherwise
 
=
 
let
 
s
 
=
 
show
 
n

    
in
 
s
 
==
 
(
reverse
 
s
)

```

Función que realiza la potencia de un número con recursividad dividiendo el expediente entre 2
```
potencia
 
::
 
Double
 
->
 
Int
 
->
 
Double
 

potencia
 
b
 
e
 
=
 
if
 
e
 
<
 
0
 
then
 
1
 
/
 
(
potencia
 
b
 
(
-
e
))

  
else
 
if
 
e
 
==
 
0
 
then
 
1
 

  
else
 
let
 
p
 
=
 
potencia
 
b
 
(
e
 
`
div
`
 
2
)

  
in
 
if
 
e
 
`
mod
`
 
2
 
==
 
1
 
then
 
p
 
*
 
p
 
*
 
b
 
else
 
p
 
*
 
p

```

Función que evalúa de manera perezosa la lista de números primos utilizando una cláusula where y listas intencionales
```
numerosPrimos
::
[
Integer
]

numerosPrimos
 
=
 
2
 
:
 
[
p
 
|
 
p
 
<-
 
[
3
 
..
],
 
es_primo
 
p
]

    
where

      
es_primo
 
n

        
|
 
even
 
n
    
=
 
False

        
|
 
otherwise
 
=
 
null
 
[
m
 
|
 
m
 
<-
 
[
3
,
 
5
 
..
 
div
 
n
 
2
],
 
mod
 
n
 
m
 
==
 
0
]

```

Implementación del algoritmo Quicksort
```
qsort
 
::
 
(
Ord
 
a
)
 
=>
 
[
a
]
 
->
 
[
a
]

qsort
 
[]
 
=
 
[]

qsort
 
(
x
:
xs
)
 
=
 
qsort
 
[
y
 
|
 
y
 
<-
 
xs
,
 
y
 
<=
 
x
]
 
++
 
[
x
]
 
++
 
qsort
 
[
y
 
|
 
y
 
<-
 
xs
,
 
y
 
>
 
x
]

```